# أمبوك
الأمبوك (الاسم العلمي: Ompok) هو جنس من الأسماك يتبع فصيلة السلوريات من رتبة سلوريات الشكل.

## أنواع الأمبوك
- أمبوك بورنيوني
- أمبوك جاوي
- أمبوك دخاني
- أمبوك سلوري
- أمبوك سيلاني
- أمبوك مالاباري
- أمبوك مزعنف
- أمبوك وبيري